# Magoumaï
Magoumaï est une localité du Cameroun située dans l'arrondissement de Bogo, le département du Diamaré et la région de l’Extrême-Nord. Elle fait partie du lawanat de Mororo.

## Population
En 1975, la localité comptait 95 habitants, 70 Peuls et 25 Massa.
Lors du recensement de 2005, on y a dénombré 603 personnes, dont 291 hommes et 312 femmes.